# 日夏耿之介

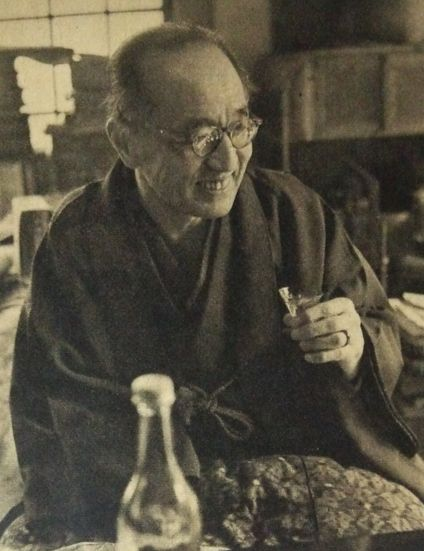

日夏耿之介（1890年2月22日—1971年6月13日）是一位日本詩人與英國文學學者。

## 生平
出生於日本長野縣下伊那郡飯田町（現飯田市）。